# Super League 2004-2005
L'edizione 2004-2005 del campionato di calcio svizzero (Axpo Super League) vide la vittoria finale del Basilea.

## Squadre partecipanti
| Club            | Stagione | Città             | Stadio                 | Stagione precedente |
| --------------- | -------- | ----------------- | ---------------------- | ------------------- |
| Aarau           | dettagli | Aarau             | Stadion Brügglifeld    |                     |
| Basilea         | dettagli | Basilea           | St. Jakob-Park         |                     |
| Grasshoppers    | dettagli | Zurigo            | Hardturm               |                     |
| Neuchâtel Xamax | dettagli | La Chaux-de-Fonds | Stadio di la Charrière |                     |
| San Gallo       | dettagli | San Gallo         | Stadio Espenmoos       |                     |
| Sciaffusa       | dettagli | Sciaffusa         | Stadion Breite         |                     |
| Servette        | dettagli | Ginevra           | Stade de Genève        |                     |
| Thun            | dettagli | Thun              | Stadion Lachen         |                     |
| Young Boys      | dettagli | Berna             | Stadio Neufeld         |                     |
| Zurigo          | dettagli | Zurigo            | Stadio Letzigrund      |                     |

## Allenatori e primatisti
| Squadra         | Allenatore                                                                                  | Giocatore più presente (tra parentesi il numero delle presenze) | Capocannoniere (tra parentesi il numero dei gol segnati) |
| --------------- | ------------------------------------------------------------------------------------------- | --------------------------------------------------------------- | -------------------------------------------------------- |
| Aarau           | Martín Rueda (1ª-4ª) Andy Egli (5ª-36ª)                                                     | Paulinho (34)                                                   | Gaetano Giallanza (9) Rainer Bieli (9)                   |
| Basilea         | Christian Gross                                                                             | Pascal Zuberbühler (33)                                         | Christian Giménez (27)                                   |
| Grasshoppers    | Alain Geiger (1ª-11ª) Carlos Bernegger (12ª-18ª) Hanspeter Latour (20ª-36ª)                 | Vero Salatic (32) Tariq Chihab (32)                             | Rogério (9)                                              |
| Neuchatel Xamax | Giovanni Dellacasa (1ª-19ª, 22ª-24ª) René Lobello (26ª-28ª) Alain Geiger (20ª-21ª, 29ª-36ª) | Jean-François Bédénik (34)                                      | Mobulu M'Futi (10)                                       |
| San Gallo       | Heinz Peischl (1ª-19ª, 21ª, 23ª-26ª) René Weiler (29ª-30ª) Werner Zünd (20ª, 22ª, 31ª-36ª)  | David Marazzi (34)                                              | Moreno Merenda (7)                                       |
| Sciaffusa       | Jürgen Seeberger                                                                            | Marcel Herzog (34)                                              | Enzo Todisco (6)                                         |
| Servette        | Marco Schällibaum (1ª-5ª) Adrian Ursea (6ª-11ª) Stefano Ceccaroni (12ª-18ª)                 | Paulo Diogo (16) Edu Silva (16)                                 | João Paulo (5)                                           |
| Thun            | Hanspeter Latour (1ª-18ª) Urs Schönenberger (19ª-36ª)                                       | Michel Renggli (34)                                             | Mauro Lustrinelli (20)                                   |
| Young Boys      | Hans-Peter Zaugg                                                                            | Alain Rochat (33)                                               | Stéphane Chapuisat (15)                                  |
| Zurigo          | Lucien Favre                                                                                | Francesco Di Jorio (31)                                         | Alhassane Keita (11)                                     |

## Classifica finale
|  | Pos. | Squadra         | Pt | G  | V  | N  | P  | GF | GS | DR  |
|  | ---- | --------------- | -- | -- | -- | -- | -- | -- | -- | --- |
|  | 1.   | Basilea         | 70 | 34 | 21 | 7  | 6  | 81 | 45 | +36 |
|  | 2.   | Thun            | 60 | 34 | 18 | 6  | 10 | 69 | 42 | +27 |
|  | 3.   | Grasshoppers    | 50 | 34 | 12 | 14 | 8  | 51 | 50 | +1  |
|  | 4.   | Young Boys      | 49 | 34 | 12 | 13 | 9  | 60 | 52 | +8  |
|  | 5.   | Zurigo          | 48 | 34 | 13 | 9  | 12 | 55 | 57 | -2  |
|  | 6.   | Neuchâtel Xamax | 38 | 34 | 10 | 8  | 16 | 36 | 48 | -12 |
|  | 7.   | San Gallo       | 36 | 34 | 8  | 12 | 14 | 51 | 60 | -9  |
|  | 8.   | Aarau           | 32 | 34 | 7  | 11 | 16 | 42 | 64 | -22 |
|  | 9.   | Sciaffusa       | 32 | 34 | 7  | 11 | 16 | 36 | 59 | -23 |
|  | 10.  | Servette        | 20 | 18 | 6  | 5  | 7  | 24 | 28 | -4  |

Legenda:
      Campione di Svizzera e ammessa alla UEFA Champions League 2005-2006.
      Ammesse alla UEFA Champions League 2005-2006.
      Ammessa alla Coppa UEFA 2005-2006.
      Ammessa alla Coppa Intertoto UEFA 2005.
 Disputa lo spareggio salvezza-promozione.
      Retrocessa in Challenge League 2005-2006.
Regolamento:
Tre punti a vittoria, uno a pareggio, zero a sconfitta.
In caso di arrivo di due o più squadre a pari punti, la graduatoria finale verrà stilata secondo la classifica avulsa tra le squadre interessate che prevede, in ordine, i seguenti criteri:
- Punti negli scontri diretti
- Differenza reti negli scontri diretti
- Differenza reti generale
- Reti realizzate in generale
- Sorteggio

## Risultati

### Prima fase
|                 | AAR  | BAS  | GRA  | NEU  | SAN  | SCI  | SER  | THU  | YOU  | ZUR  |
| --------------- | ---- | ---- | ---- | ---- | ---- | ---- | ---- | ---- | ---- | ---- |
| Aarau           | –––– | 1-0  | 1-2  | 0-0  | 4-1  | 2-1  | 4-0  | 0-1  | 1-3  | 3-1  |
| Basilea         | 6-0  | –––– | 8-1  | 1-1  | 1-0  | 1-1  | 2-1  | 3-3  | 2-1  | 2-1  |
| Grasshoppers    | 1-1  | 2-3  | –––– | 2-1  | 0-0  | 1-0  | 0-2  | 0-0  | 0-1  | 1-1  |
| Neuchatel Xamax | 2-1  | 1-2  | 2-0  | –––– | 3-0  | 1-0  | 3-0  | 0-2  | 3-1  | 1-1  |
| San Gallo       | 2-1  | 0-1  | 0-0  | 4-2  | –––– | 2-2  | 1-1  | 3-1  | 3-3  | 1-2  |
| Sciaffusa       | 3-3  | 1-0  | 1-2  | 1-1  | 3-2  | –––– | 1-4  | 0-1  | 1-1  | 2-1  |
| Servette        | 1-0  | 1-2  | 2-2  | 1-2  | 1-1  | 1-1  | –––– | 3-1  | 2-1  | 2-1  |
| Thun            | 0-0  | 4-1  | 0-1  | 3-0  | 1-1  | 2-1  | 3-0  | –––– | 3-1  | 0-1  |
| Young Boys      | 1-1  | 1-1  | 1-1  | 2-1  | 0-1  | 6-1  | 1-1  | 2-1  | –––– | 2-4  |
| Zurigo          | 1-3  | 0-0  | 2-0  | 1-2  | 3-1  | 1-1  | 2-1  | 1-0  | 2-3  | –––– |

### Seconda fase
|                 | AAR  | BAS  | GRA  | NEU  | SAN  | SCI  | SER  | THU  | YOU  | ZUR  |
| --------------- | ---- | ---- | ---- | ---- | ---- | ---- | ---- | ---- | ---- | ---- |
| Aarau           | –––– | 0-5  | 2-3  | 1-2  | 3-1  | 0-1  | -    | 1-7  | 1-1  | 2-3  |
| Basilea         | 4-2  | –––– | 4-1  | 2-0  | 3-1  | 4-3  | -    | 4-1  | 1-1  | 3-2  |
| Grasshoppers    | 1-1  | 4-1  | –––– | 1-1  | 4-0  | 3-1  | -    | 1-0  | 1-1  | 1-1  |
| Neuchatel Xamax | 1-1  | 0-4  | 1-2  | –––– | 2-1  | 0-1  | -    | 0-0  | 0-1  | 1-2  |
| San Gallo       | 0-0  | 3-1  | 3-3  | 5-0  | –––– | 1-1  | -    | 1-2  | 2-2  | 4-5  |
| Sciaffusa       | 1-1  | 0-2  | 2-2  | 2-1  | 0-0  | –––– | -    | 0-1  | 0-1  | 2-1  |
| Servette        | -    | -    | -    | -    | -    | -    | –––– | -    | -    | -    |
| Thun            | 5-0  | 3-0  | 2-5  | 2-1  | 3-1  | 4-0  | -    | –––– | 1-1  | 5-1  |
| Young Boys      | 1-1  | 2-5  | 3-2  | 1-0  | 2-3  | 4-1  | -    | 2-4  | –––– | 1-1  |
| Zurigo          | 2-0  | 2-2  | 1-1  | 0-0  | 0-2  | 2-0  | -    | 6-3  | 0-5  | –––– |

## Spareggio promozione-retrocessione
Allo spareggio sono ammesse la nona classificata in Super League e la seconda classificata in Challenge League.
|           | Risultati |           | Luogo e data              |
| --------- | --------- | --------- | ------------------------- |
| Sciaffusa | 1 - 1     | Vaduz     | Sciaffusa, 30 maggio 2005 |
| Vaduz     | 0 - 1     | Sciaffusa | Vaduz, 3 giugno 2005      |
|           |           |           |                           |

## Statistiche

### Squadre

#### Capoliste solitarie
|    | ——   | —— | ——      | ——   | ——   | ——      | ——      | ——   | ——   | ——  | ——      | ——      | ——      | ——      | ——      | ——      | ——      | ——  | ——      | ——      | ——      | ——      | ——      | ——      | ——      | ——  | ——      | ——      | ——      | ——      | ——      | ——  | ——      | —— |  |
|    | Thun |    | Basilea | Thun | Thun | Basilea | Basilea | Thun | Thun |     | Basilea | Basilea | Basilea | Basilea | Basilea | Basilea | Basilea |     | Basilea | Basilea | Basilea | Basilea | Basilea | Basilea | Basilea |     | Basilea | Basilea | Basilea | Basilea | Basilea |     | Basilea |    |  |
|    |      |    |         |      |      |         |         |      |      |     |         |         |         |         |         |         |         |     |         |         |         |         |         |         |         |     |         |         |         |         |         |     |         |    |  |
|    |      |    |         |      |      |         |         |      |      |     |         |         |         |         |         |         |         |     |         |         |         |         |         |         |         |     |         |         |         |         |         |     |         |    |  |
| 1ª | 2ª   | 3ª | 4ª      | 5ª   | 6ª   | 7ª      | 8ª      | 9ª   | 10ª  | 11ª | 12ª     | 13ª     | 14ª     | 15ª     | 16ª     | 17ª     | 18ª     | 19ª | 20ª     | 21ª     | 22ª     | 23ª     | 24ª     | 25ª     | 26ª     | 27ª | 28ª     | 29ª     | 30ª     | 31ª     | 32ª     | 33ª | 34ª     |    |  |

#### Classifica in divenire
|                 | 1ª | 2ª | 3ª | 4ª | 5ª | 6ª | 7ª | 8ª | 9ª | 10ª | 11ª | 12ª | 13ª | 14ª | 15ª | 16ª | 17ª | 18ª | 19ª | 20ª | 21ª | 22ª | 23ª | 24ª | 25ª | 26ª | 27ª | 28ª | 29ª | 30ª | 31ª | 32ª | 33ª | 34ª | 35ª | 36ª |
| --------------- | -- | -- | -- | -- | -- | -- | -- | -- | -- | --- | --- | --- | --- | --- | --- | --- | --- | --- | --- | --- | --- | --- | --- | --- | --- | --- | --- | --- | --- | --- | --- | --- | --- | --- | --- | --- |
| Young Boys      | 1  | 4  | 5  | 5  | 6  | 9  | 10 | 13 | 13 | 13  | 14  | 17  | 20  | 20  | 21  | 21  | 21  | 24  | 24  | 25  | 28  | 29  | 32  | 35  | 35  | 35  | 35  | 36  | 36  | 37  | 40  | 41  | 42  | 45  | 46  | 49  |
| Aarau           | 0  | 0  | 0  | 3  | 6  | 6  | 7  | 10 | 11 | 14  | 15  | 16  | 16  | 19  | 20  | 23  | 23  | 23  | 23  | 24  | 24  | 25  | 25  | 26  | 26  | 26  | 26  | 26  | 26  | 27  | 30  | 30  | 31  | 31  | 32  | 32  |
| Basilea         | 3  | 4  | 7  | 10 | 11 | 12 | 15 | 18 | 18 | 18  | 21  | 24  | 25  | 28  | 28  | 31  | 34  | 35  | 35  | 35  | 38  | 41  | 41  | 44  | 45  | 48  | 51  | 52  | 55  | 58  | 61  | 64  | 67  | 67  | 67  | 70  |
| Sciaffusa       | 1  | 1  | 4  | 4  | 4  | 5  | 6  | 7  | 10 | 10  | 11  | 12  | 12  | 12  | 15  | 15  | 15  | 16  | 16  | 17  | 17  | 17  | 18  | 18  | 18  | 18  | 21  | 24  | 25  | 25  | 25  | 26  | 29  | 32  | 32  | 32  |
| San Gallo       | 1  | 1  | 1  | 4  | 5  | 6  | 6  | 6  | 7  | 10  | 10  | 11  | 11  | 12  | 15  | 15  | 18  | 19  | 22  | 22  | 22  | 22  | 23  | 24  | 27  | 27  | 27  | 27  | 30  | 31  | 31  | 32  | 32  | 35  | 35  | 36  |
| Thun            | 3  | 6  | 6  | 9  | 12 | 13 | 14 | 17 | 20 | 20  | 21  | 21  | 21  | 24  | 24  | 24  | 27  | 28  | 31  | 34  | 34  | 37  | 40  | 40  | 43  | 46  | 49  | 52  | 53  | 56  | 56  | 56  | 57  | 57  | 60  | 60  |
| Zurigo          | 1  | 4  | 7  | 7  | 7  | 7  | 8  | 8  | 8  | 11  | 14  | 17  | 18  | 18  | 21  | 21  | 24  | 25  | 28  | 28  | 31  | 32  | 32  | 32  | 33  | 36  | 37  | 38  | 38  | 38  | 38  | 39  | 39  | 42  | 45  | 48  |
| Grasshoppers    | 1  | 2  | 3  | 6  | 7  | 10 | 11 | 11 | 12 | 12  | 12  | 12  | 15  | 16  | 16  | 19  | 19  | 22  | 22  | 23  | 26  | 26  | 27  | 30  | 33  | 36  | 37  | 38  | 39  | 40  | 43  | 46  | 46  | 46  | 49  | 50  |
| Neuchatel Xamax | 1  | 2  | 5  | 5  | 8  | 8  | 9  | 9  | 12 | 15  | 15  | 16  | 19  | 22  | 25  | 28  | 28  | 28  | 31  | 34  | 34  | 35  | 36  | 36  | 36  | 36  | 36  | 36  | 37  | 37  | 37  | 37  | 38  | 38  | 38  | 38  |
| Servette        | -3 | -2 | -2 | -2 | -2 | 1  | 2  | 3  | 4  | 7   | 10  | 10  | 13  | 13  | 13  | 16  | 19  | 20  | 20  | 20  | 20  | 20  | 20  | 20  | 20  | 20  | 20  | 20  | 20  | 20  | 20  | 20  | 20  | 20  | 20  | 20  |

#### Classifiche di rendimento

##### Rendimento andata-ritorno
| Andata          | Andata | Ritorno         | Ritorno |
|                 |        |                 |         |
| Basilea         | 35     | Basilea         | 35      |
| Thun            | 28     | Thun            | 32      |
| Neuchatel Xamax | 28     | Grasshoppers    | 28      |
| Zurigo          | 25     | Young Boys      | 25      |
| Young Boys      | 24     | Zurigo          | 23      |
| Aarau           | 23     | San Gallo       | 17      |
| Servette        | 23     | Sciaffusa       | 16      |
| Grasshoppers    | 22     | Neuchatel Xamax | 10      |
| San Gallo       | 19     | Aarau           | 9       |
| Sciaffusa       | 16     | Servette        | 0       |

##### Rendimento casa-trasferta
| Casa            | Casa | Trasferta       | Trasferta |
|                 |      |                 |           |
| Basilea         | 43   | Basilea         | 27        |
| Thun            | 36   | Young Boys      | 25        |
| Grasshoppers    | 26   | Thun            | 24        |
| Zurigo          | 26   | Grasshoppers    | 24        |
| Young Boys      | 24   | Zurigo          | 22        |
| Neuchatel Xamax | 24   | Neuchatel Xamax | 14        |
| San Gallo       | 23   | San Gallo       | 13        |
| Sciaffusa       | 21   | Aarau           | 12        |
| Aarau           | 20   | Sciaffusa       | 11        |
| Servette        | 15   | Servette        | 8         |

#### Primati stagionali
Squadre
- Maggior numero di vittorie: Basilea (21)
- Maggior numero di pareggi: Grasshoppers (14)
- Maggior numero di sconfitte: Aarau, Sciaffusa, Neuchatel Xamax (16)
- Minor numero di vittorie: Servette (6)
- Minor numero di pareggi: Servette (5)
- Minor numero di sconfitte: Basilea (6)
- Miglior attacco: Basilea (81 gol fatti)
- Peggior attacco: Servette (24 gol fatti)
- Miglior difesa: Servette (28 gol subiti)
- Peggior difesa: Aarau (64 gol subiti)
- Miglior differenza reti: Basilea (+36)
- Peggior differenza reti: Sciaffusa (-23)
- Miglior serie positiva: Basilea (11, 23ª-33ª) , Grasshoppers (11, 22ª-32ª)
- Peggior serie negativa: Aarau (5, 24ª-28ª)
- Maggior numero di vittorie consecutive: Basilea (6, 28ª-33ª)

Partite
- Più gol (9):

San Gallo-Zurigo 4-5, 3 aprile 2005
Basilea-Grasshoppers 8-1, 12 settembre 2004
- Maggior scarto di gol (7): Basilea-Grasshoppers 8-1
- Maggior numero di reti in una giornata: 24 gol nella 8ª giornata
- Minor numero di reti in una giornata: 9 gol nella 24ª giornata, 9 gol nella 12ª giornata, 9 gol nella 10ª giornata
- Maggior numero di espulsioni in una giornata: 5 in 13ª giornata

### Individuali

#### Classifica marcatori
| Gol | Rigori |  | Giocatore          | Squadra                 |
| --- | ------ |  | ------------------ | ----------------------- |
| 27  | 3      |  | Christian Giménez  | Basilea                 |
| 20  | 1      |  | Mauro Lustrinelli  | Thun                    |
| 15  | 6      |  | Stéphane Chapuisat | Young Boys              |
| 13  | 0      |  | Neri               | Young Boys              |
| 12  | 0      |  | Thomas Häberli     | Young Boys              |
| 11  | 0      |  | Matías Delgado     | Basilea                 |
| 11  | 0      |  | Gelson             | Thun                    |
| 11  | 0      |  | Alhassane Keita    | Zurigo                  |
| 10  | 1      |  | Mobulu M'Futi      | Neuchatel Xamax         |
| 9   | 0      |  | Rainer Bieli       | Aarau                   |
| 9   | 0      |  | Andres Gerber      | Thun                    |
| 9   | 2      |  | Gaetano Giallanza  | Aarau                   |
| 9   | 0      |  | Xavier Margairaz   | Zurigo, Neuchatel Xamax |
| 9   | 0      |  | Rogério            | Grasshoppers            |
| 8   | 1      |  | Ricardo Cabanas    | Grasshoppers            |
| 8   | 4      |  | Cesar              | Zurigo                  |
| 8   | 1      |  | Éric Hassli        | San Gallo, Servette     |
| 8   | 0      |  | Mario Raimondi     | Thun                    |

#### Media spettatori
| Club            | Pos. | Media  | Totale  | Abbonamenti |
| --------------- | ---- | ------ | ------- | ----------- |
| Basilea         | 1    | 24 987 | 424 780 |             |
| Zurigo          | 2    | 8 794  | 149 500 |             |
| Servette        | 3    | 8 587  | 77 280  |             |
| San Gallo       | 4    | 8 265  | 140 500 |             |
| Young Boys      | 5    | 7 385  | 125 550 |             |
| Grasshoppers    | 6    | 7 024  | 119 400 |             |
| Thun            | 7    | 5 238  | 89 050  |             |
| Aarau           | 8    | 5 091  | 86 550  |             |
| Neuchatel Xamax | 9    | 4 282  | 72 800  |             |
| Sciaffusa       | 10   | 3 515  | 59 755  |             |

#### Arbitri
- Guido Wildhaber (14)
- René Rogalla (13)
- Massimo Busacca (12)
- Markus Nobs (12)
- Nicole Petignat (12)
- Carlo Bertolini (11)
- Martin Salm (11)
- Claudio Circhetta (10)
- Jérôme Laperrière (10)
- Philippe Leuba (10)
- Florian Etter (8)
- Sascha Kever (8)

- Urs Meier (8)
- Reto Rutz (7)
- Cyril Zimmermann (7)
- Bruno Grossen (3)
- Thomas Einwaller (1)
- Gerald Lehner (1)
- Franz Mostböck (1)
- Thomas Steiner (1)
- Fritz Stuchlik (1)
- Alexandru Tudor (1)